# Einzelunternehmen (Deutschland)
Ein Einzelunternehmen in Deutschland ist
- im weiteren Sinne jede selbständige Betätigung einer einzelnen natürlichen Person als Landwirt, Gewerbetreibender oder Freiberufler, unabhängig davon, ob die Person Arbeitnehmer beschäftigt,
- im engeren Sinne das Unternehmen eines eingetragenen Kaufmanns/Kauffrau (Einzelkaufmann/Einzelkauffrau) im Sinne des Handelsgesetzbuchs (HGB).

## Allgemeines
Ein Einzelunternehmen ist eine Wirtschaftseinheit, die ohne große finanzielle Rücklagen von einer einzelnen natürlichen Person gegründet werden kann. Den Betreiber eines Einzelunternehmens nennt man Inhaber. Er ist ein Einzelorgan.
Soweit der Einzelunternehmer Kaufmann im Sinne des Handelsgesetzbuchs (HGB) ist, ist er gesetzlich dazu verpflichtet, Bücher zu führen und in diesen seine Handelsgeschäfte und die Lage seines Vermögens nach den Grundsätzen ordnungsmäßiger Buchführung (GoB) ersichtlich zu machen (Bilanzierung). Das bedeutet, dass etwa der eingetragene Kaufmann (e. K.) verpflichtet ist, eine Bilanz zu erstellen.
Im Jahr 2015 existierten laut Umsatzsteuerstatistik in Deutschland 2.181.285 Einzelunternehmen (67 % aller Rechtsformen), die ca. 9,6 % aller Lieferungen und Leistungen erbrachten (ca. 575 Mrd. Euro).

## Kapitaleinlage
Eine Mindestkapitaleinlage ist gesetzlich nicht vorgesehen. Gelegentlich kommt es jedoch vor, dass sich eine weitere Person finanziell beteiligt, die nach außen jedoch nicht in Erscheinung tritt (stiller Gesellschafter), dann wird aus dem Einzelunternehmen eine stille Gesellschaft, die jedoch nach außen hin nicht erkennbar ist. Für den Außenstehenden handelt es sich also noch um ein Einzelunternehmen.

## Unternehmen bzw. Geschäftsbezeichnung
Die freie Wahl der Unternehmensbezeichnung, also das Führen einer Firma, ist in Deutschland Einzelunternehmern vorbehalten, die im Handelsregister eingetragen sind und sich damit den Vorschriften des HGB unterwerfen. Diese Eintragung ist für Kaufleute (Istkaufmann) im Sinne des HGB gemäß § 29 HGB vorgeschrieben. Für andere Gewerbetreibende ist sie freiwillig (Kannkaufmann). In jedem Falle ist der Unternehmensname um den Zusatz „eingetragener Kaufmann“ oder „eingetragene Kauffrau“ bzw. „e. K.“, „e. Kfm“ oder „e. Kfr“ zu  ergänzen (§ 19 HGB). Der Name einschließlich Zusatz bildet die rechtsverbindliche Bezeichnung im Geschäftsverkehr – die Firma.
Dagegen nimmt ein Einzelunternehmer bzw. Kleingewerbetreibender in Deutschland, der nicht ins Handelsregister eingetragen ist, in aller Regel unter seinem persönlichen, bürgerlichen Nachnamen und mindestens einem ausgeschriebenen Vornamen am Geschäftsverkehr teil. Hinweise auf die Tätigkeit oder die Branche sind zulässig, zum Beispiel „Frisiersalon Iris Schmitt“. Dies ergab sich früher unmittelbar aus § 15 b GewO, der jedoch im März 2009 ersatzlos aufgehoben wurde, so dass es sich heute nur noch um Empfehlungen handelt, die aus weiteren rechtlichen Erwägungen sinnvoll sind. Das Führen einer Firma im handelsrechtlichen Sinne ist ohne Handelsregistereintrag jedoch nicht erlaubt. Zugleich gelten für solche Unternehmer aber auch nicht die Vorschriften des HGB, sondern allein die des BGB.
Von der Firma zu unterscheiden ist die – im Rahmen anderer rechtlicher Beschränkungen wie z. B. des Markengesetzes – frei wählbare Geschäftsbezeichnung oder auch Etablissementsbezeichnung. Diese hat eine wesentliche wirtschaftliche Bedeutung. Sie darf jedoch nicht über maßgebliche Umstände täuschen und beispielsweise den Eindruck einer Größe oder Bedeutung erwecken, die das Unternehmen gar nicht besitzt. Sie darf auch nicht den Anschein erwecken, als ob das Unternehmen im Handelsregister eingetragen ist, wenn dies nicht der Fall ist, so dass in solchen Fällen auch der Zusatz „Inhaber“ in aller Regel zu vermeiden ist, es sei denn, es handelt sich um die Übernahme (Nachfolge) eines lange eingeführten Geschäftes.
In Deutschland ist es üblich, dass die Geschäftsbezeichnung den (vollständigen) Namen des Inhabers enthält, häufig kombiniert mit dem Geschäftsinhalt: Manfred Mustermann Holz- & Bautenschutz, Trockenbau Mustermann, Elektrowaren Mustermann, Inhaber Manfred Mustermann. Dem Unternehmer ist es erlaubt, beliebig einen zulässigen Namen auszuwählen, wie es beispielsweise im Restaurant- und Gaststättengewerbe (Restaurant Rose, Inhaber Manfred Mustermann) üblich ist.

## Geschäftsführung/Vertretung nach außen
Der Einzelunternehmer führt die Geschäfte unter seinem Namen, beziehungsweise dem seiner Firma, auf eigene Rechnung und eigenes Risiko. Er kann die Geschäfte aber auch durch einen Angestellten führen lassen beziehungsweise Dritte durch Erteilung von Prokura oder Handlungsvollmachten, die zur Führung der Geschäfte bevollmächtigen.

## Ermittlung des Gewinns
Soweit ein Einzelunternehmer nicht im Handelsregister eingetragen ist, gelten die Buchführungsvorschriften der Abgabenordnung (§ 141 AO), was bedeutet, dass der Unternehmer bis zu einem steuerlichen Jahresgewinn von 80.000 € oder einem Jahresumsatz von 800.000 € von der Bilanzierung befreit ist und seinen Gewinn durch Einnahmenüberschussrechnung ermitteln darf. Erst nach einmaliger Überschreitung dieser Grenze wird der Inhaber des Einzelunternehmens durch das Finanzamt zur Bilanzierung im Sinne § 141 AO in Verbindung mit § 4 Absatz 1 EStG aufgefordert.
Einzelunternehmer, die Kaufmann im Sinne des Handelsgesetzbuches sind, waren bis zum Inkrafttreten des Bilanzrechtsmodernisierungsgesetzes nach Handelsrecht verpflichtet, Bücher zu führen und in diesen ihre Handelsgeschäfte und die Lage ihres Vermögens nach den Grundsätzen ordnungsmäßiger Buchführung (GoB) ersichtlich zu machen (Bilanzierung). Durch § 241a HGB sind nun auch eingetragene Kaufleute unter den oben genannten Voraussetzungen von der Buchführungspflicht befreit und können ihren Gewinn durch Einnahmenüberschussrechnung ermitteln.

## Rechtsfähigkeit des Einzelunternehmers
Ein Einzelunternehmer kann Rechte erwerben und Verbindlichkeiten eingehen; er kann Eigentum und andere dingliche Rechte an Grundstücken erwerben und vor Gericht klagen und verklagt werden.

## Haftung des Einzelunternehmers
Der Einzelunternehmer haftet mit seinem gesamten Vermögen für sämtliche Schulden seines Unternehmens. Im Hinblick auf die Haftung findet keine Unterscheidung zwischen Privat- und Betriebsvermögen statt.

## Beginn undAuflösung eines Einzelunternehmens
Ein Einzelunternehmen kann freiwillig durch den Inhaber aufgelöst werden, wenn der Unternehmer die wesentlichen Betriebsgrundlagen veräußert oder in das Privatvermögen überführt. Auch eine Änderung der Rechtsform beendet formal das Einzelunternehmen. Zwangsweise ist eine Auflösung des Einzelunternehmens durch Insolvenz oder den Tod des Inhabers möglich.
Der Beginn und das Ende einer gewerblichen Tätigkeit muss über das Gewerbeamt ins Gewerberegister eingetragen werden. Dies hat jedoch keinen konstituierenden Effekt. Das Gewerbeamt erfüllt keine Notarfunktion, sondern dient der Gefahrenabwehr und informiert andere Behörden über die Aktivitäten des Einzelunternehmens.

## Steuerliche Behandlung eines Einzelunternehmers

### Gewerbesteuer
Der Einzelunternehmer ist gewerbesteuerpflichtig, wenn er eine Tätigkeit im Sinne des Gewerbesteuergesetzes ausübt (§ 2 GewStG). Die vom Einzelunternehmer gegebenenfalls zu zahlende Gewerbesteuer wird teilweise auf seine Einkommensteuer angerechnet.

### Einkommensteuer
Ein Einzelunternehmer kann mit seinem Unternehmen Einkünfte aus Gewerbebetrieb, aber auch Einkünfte aus selbständiger Arbeit beziehungsweise Einkünfte aus Land- und Forstwirtschaft erzielen. Einkommensteuerpflichtig ist nicht das Unternehmen, sondern der Inhaber des Einzelunternehmens. Die Einkünfte werden – unabhängig davon, ob der Gewinn entnommen worden ist – im Jahr des Entstehens der Besteuerung unterworfen.
Bei Einkünften aus Gewerbebetrieben vermindert sich die tarifliche Einkommensteuer um das 4fache (Stand 2021) des Gewerbesteuer-Messbetrages = Steuerermäßigung gem. § 35 EStG.

### Umsatzsteuer
Ein Einzelunternehmer ist Unternehmer im Sinne des Umsatzsteuergesetzes. Ein Unternehmer ist verpflichtet, zur Feststellung der Umsatzsteuer und der Grundlagen ihrer Berechnung Aufzeichnungen zu machen (§ 22 UStG). Führt ein Einzelunternehmer mehrere Einzelunternehmen gleichzeitig (beispielsweise ein Frisör- und ein Bäckergeschäft) ist die Umsatzsteuer für beide Betriebe in einer Umsatzsteuererklärung bei dem Finanzamt anzumelden, in dessen Bezirk das erste Einzelunternehmen eröffnet wurde (Finanzamt der Erstbefassung; siehe auch §§ 18 ff AO). Unternehmer, deren Gesamtjahresumsatz (inklusive anfallender Umsatzsteuer) 22.000 € nicht überschreitet, können von der Kleinunternehmerregelung Gebrauch machen, können dann aber auch keine Vorsteuern geltend machen (§ 19 UStG).

### Erbschaft-/Schenkungsteuer
Bei der Übertragung eines Betriebs im Wege der Schenkung oder Erbfolge auf einen Nachfolger wird bei der Erbschaftsteuer eine besondere Steuervergünstigung für Betriebsvermögen gewährt (§ 13a ErbStG). Das Betriebsvermögen wird mit dem gemeinen Wert (Verkehrswert inklusive der stillen Reserven) steuerlich bewertet. Zur Wertermittlung kommen verschiedene Bewertungsmethoden in Betracht.

## Vor- und Nachteile des Einzelunternehmens
Vorteile
- Volle Entscheidungsfreiheit und Verfügungsgewalt über das Betriebsvermögen und die Geschäftspolitik
- kein Mindestkapital
- Gründung erfolgt formlos, unkompliziert und günstig
- Gewinn steht allein dem Geschäftsinhaber zu
- Hohes Ansehen, da der Inhaber vollumfänglich haftet → gute Verhandlungsposition gegenüber Banken und Gläubigern

Nachteile
- Das Geschäftsrisiko liegt allein beim Inhaber des Einzelunternehmens, der mit seinem gesamten Privatvermögen haftet.